# J. Warner Wallace
James („Jim“) Warner Wallace (* 16. června 1961, Torrance) je americký policejní detektiv, specializující se na neobjasněné vraždy, křesťanský apologeta a publicista.
Původně ateista, konvertoval roku 1996 ke křesťanství. V oblasti křesťanské apologetiky uplatňuje metody policejního vyšetřování.
Je autorem např. publikací Cold-Case Christianity, God's Crime Scene či Forensic Faith.